# 光本正記
光本 正記（みつもと まさき、1978年 - 2014年3月31日）は日本の作家。

## 経歴
岡山県出身。2012年、『紅葉街駅前自殺センター』（原題『白い夢』）で第8回新潮エンターテインメント大賞を受賞。長年躁鬱病と不眠症を患っていたが、本人のツイッターでは快方に向かっていると書かれていた。
2014年3月31日に急死した。35歳没。

## 著書
- 『紅葉街駅前自殺センター』新潮社 2013